# Frans Oscar Öberg
Frans Oscar Öberg, född 6 mars 1883 i Göteborg, död 2 mars 1964 i Malmö, var en svensk skådespelare.
Öberg scendebuterade 1907 och han filmdebuterade 1915 i Georg af Klerckers Rosen på Tistelön, han kom att medverka i tolv filmproduktioner. Öberg är begravd på Västra kyrkogården i Göteborg.

## Filmografi
- 1915 – Rosen på Tistelön
- 1916 – Calle som miljonär
- 1916 – Nattens barn
- 1917 – Löjtnant Galenpanna
- 1917 – Förstadsprästen
- 1917 – I mörkrets bojor
- 1918 – Nattliga toner
- 1918 – Spöket på Junkershus
- 1919 – Löjtnant Galenpannas sista växel
- 1924 – Sten Stensson Stéen från Eslöv
- 1938 – Kloka gubben
- 1942 – Himlaspelet

## Teater

### Roller (ej komplett)
| År   | Roll                                   | Produktion                                                         | Regi                            | Teater                   |
| ---- | -------------------------------------- | ------------------------------------------------------------------ | ------------------------------- | ------------------------ |
| 1921 | Narren                                 | Trettondagsafton eller Vad ni vill William Shakespeare             | Gustaf Linden                   | Helsingborgs stadsteater |
| 1921 | Bourganeuf                             | Duvals skilsmässa Alexandre Bisson och Antony Mars                 | Olof Sandborg                   | Helsingborgs stadsteater |
| 1921 | E.M. Ralston                           | Rena rama sanningen James H. Montgomery                            | Rudolf Wendbladh                | Helsingborgs stadsteater |
| 1921 | Andrea                                 | Otrogen Roberto Bracco                                             | Rudolf Wendbladh                | Helsingborgs stadsteater |
| 1921 | Pettersson                             | Min ska du bli! Ernst Fastbom                                      | Robert Johnson                  | Helsingborgs stadsteater |
| 1921 | d'Estenil                              | Hemkomsten Robert de Flers och Francis de Croisset                 | Rudolf Wendbladh                | Helsingborgs stadsteater |
| 1921 | Ludvig Kolman                          | Spanska flugan Franz Arnold och Ernst Bach                         | Rudolf Wendbladh                | Helsingborgs stadsteater |
| 1922 | Jimmie Galsby                          | Flickan i bilen Wilson Collison och Avery Hopwood                  | Rudolf Wendbladh                | Helsingborgs stadsteater |
| 1922 | Bluntschli                             | Hjältar George Bernard Shaw                                        | Rudolf Wendbladh                | Helsingborgs stadsteater |
| 1922 | Lord Porteous                          | Cirkeln W. Somerset Maugham                                        | Mathias Taube                   | Helsingborgs stadsteater |
| 1922 | Kanslirådet                            | Flamman Hans Müller-Einigen                                        | Rudolf Wendbladh                | Helsingborgs stadsteater |
| 1922 | Vilhelm Arvik                          | När det unga vinet blommar Bjørnstjerne Bjørnson                   | Ragnar Hyltén-Cavallius         | Helsingborgs stadsteater |
| 1922 | Ambrose Liptrott                       | Mrs Taradines inkvartering F. Tennyson Jesse och H. M. Harwood     | Ragnar Hyltén-Cavallius         | Helsingborgs stadsteater |
| 1922 | Hans Mortensen                         | Äventyr på fotvandringen Jens Christian Hostrup                    | Ragnar Hyltén-Cavallius         | Helsingborgs stadsteater |
| 1922 | Alfred Doolittle                       | Pygmalion George Bernard Shaw                                      | Ragnar Hyltén-Cavallius         | Helsingborgs stadsteater |
| 1922 | Cesar Lombercier                       | Hotellråttan Paul Armont och Marcel Gerbidon                       | Rudolf Wendbladh                | Helsingborgs stadsteater |
| 1922 | Grefve Skytt                           | Gurli Henrik Christiernsson                                        | Ragnar Hyltén-Cavallius         | Helsingborgs stadsteater |
| 1923 | Menzel                                 | Hattmakarens bal Hjalmar Peters                                    | Ragnar Hyltén-Cavallius         | Helsingborgs stadsteater |
| 1923 | Patricio                               | Socorros inackorderingar Miguel Ramos Carrión och Vital Aza        | Ragnar Hyltén-Cavallius         | Helsingborgs stadsteater |
| 1923 | Jüttner                                | Gamla Heidelberg Wilhelm Meyer-Förster                             | Ragnar Hyltén-Cavallius         | Helsingborgs stadsteater |
| 1923 | Bill Bruce                             | Komprometterad Frances Nordstrom                                   | Ragnar Hyltén-Cavallius         | Helsingborgs stadsteater |
| 1923 | Ludvig Kolman                          | Spanska flugan Franz Arnold och Ernst Bach                         | Rudolf Wendbladh                | Helsingborgs stadsteater |
| 1923 | William Harrisson                      | Storkens vikarie Margaret Mayo                                     |                                 | Helsingborgs stadsteater |
| 1923 | Li Tai Cheng                           | Öster om Suez W. Somerset Maugham                                  | Ernst Eklund                    | Komediteatern            |
| 1924 | Biskopen                               | Portieren på Maxim Yves Mirande, Gustave Quinson och Henri Geroule | Ernst Eklund                    | Blancheteatern           |
| 1924 | Blair Paterson                         | Dulcie George S. Kaufman och Marc Connelly                         | Einar Fröberg                   | Komediteatern            |
| 1924 | Marsay                                 | Fördraget i Auteuil Louis Verneuil                                 | Einar Fröberg                   | Blancheteatern           |
| 1924 | Payeret                                | Dockan André Picard och Val André Jaeger-Schmidt                   | Karin Swanström                 | Blancheteatern           |
| 1925 | Biskopen                               | Portieren på Maxim Yves Mirande, Gustave Quinson och Henri Geroule | Ernst Eklund                    | Blancheteatern           |
| 1925 | Junker Narrifax                        | Katten i stövlar Hans Werner                                       | Arthur Natorp                   | Blancheteatern           |
| 1926 | Gyllén                                 | Kassabrist Vilhelm Moberg                                          | Erik Berglund                   | Blancheteatern           |
| 1926 | Fouque                                 | I skolan igen André Birabeau                                       | Mathias Taube                   | Blancheteatern           |
| 1929 | Kyrkoherde Ernest Lynton               | Vi ä' alla lika Frederick Lonsdale                                 | Rudolf Wendbladh                | Helsingborgs stadsteater |
| 1929 | Don Diego                              | Don Gil av gröna byxor Tirso de Molina                             | Rudolf Wendbladh                | Helsingborgs stadsteater |
| 1929 | Poliskommissarien                      | Periferi František Langer                                          | Rudolf Wendbladh                | Helsingborgs stadsteater |
| 1929 | Trotter                                | Resans slut Robert Cedric Sheriff                                  | Rudolf Wendbladh                | Helsingborgs stadsteater |
| 1929 | Herr Dardanell                         | Herr Dardanell och hans upptåg på landet August Blanche            | Rudolf Wendbladh                | Helsingborgs stadsteater |
| 1930 | Albert Topaze                          | Topaze Marcel Pagnol                                               | Albert Nycop                    | Helsingborgs stadsteater |
| 1930 | Joseph Reynolds                        | Mordet i andra våningen Frank Vosper                               | Rudolf Wendbladh                | Helsingborgs stadsteater |
| 1930 | Hertig de Bellencontre                 | Kom, sågs, segrade! Louis Verneuil                                 | Rudolf Wendbladh                | Helsingborgs stadsteater |
| 1930 | Plinius                                | Karusellen George Bernard Shaw                                     | Rudolf Wendbladh                | Helsingborgs stadsteater |
| 1930 | Krehl                                  | Olympia Ferenc Molnár                                              | Rudolf Wendbladh                | Helsingborgs stadsteater |
| 1930 | E.M. Ralston                           | Rena rama sanningen James H. Montgomery                            | Rudolf Wendbladh                | Helsingborgs stadsteater |
| 1930 | Filosel                                | Jag är min syster Ralph Benatzky och Robert Blum                   | Rudolf Wendbladh                | Helsingborgs stadsteater |
| 1931 | Hilding Markurell                      | Markurells i Wadköping Hjalmar Bergman                             | Albert Nycop                    | Helsingborgs stadsteater |
| 1931 | Ossian Blomée                          | Sensation Erik Lindorm                                             | Rudolf Wendbladh                | Helsingborgs stadsteater |
| 1931 | Rekvisitören                           | Thalias barn Tor Hedberg                                           | Rudolf Wendbladh                | Helsingborgs stadsteater |
| 1931 | Cesar Lombercier                       | Marius Marcel Pagnol                                               | Rudolf Wendbladh                | Helsingborgs stadsteater |
| 1931 | Coke                                   | Elisabet av England Ferdinand Bruckner                             | Rudolf Wendbladh                | Helsingborgs stadsteater |
| 1931 | Doktor Max Sporum                      | Lyckans fé Ferenc Molnár                                           | Einar Lidholm                   | Helsingborgs stadsteater |
| 1931 | Herr Vickberg                          | Hans nåds testamente Hjalmar Bergman                               | Rudolf Wendbladh                | Helsingborgs stadsteater |
| 1932 | Bruno Klatte                           | Till polisens förfogande Max Alsberg och Otto Ernst Hesse          | Albert Nycop                    | Helsingborgs stadsteater |
| 1932 | Mousquet                               | Knock eller Läkarkonstens triumf Jules Romains                     | Rudolf Wendbladh                | Helsingborgs stadsteater |
| 1932 | Forestier                              | Svindlare Louis Verneuil                                           | Rudolf Wendbladh                | Helsingborgs stadsteater |
| 1932 | Lucien Galvoisier                      | Fröken Jacques Deval                                               | Rudolf Wendbladh                | Helsingborgs stadsteater |
| 1932 | Sigismund Kurfursten av Sachsen        | Vi Ludvig Nordström                                                | Rudolf Wendbladh                | Helsingborgs stadsteater |
| 1932 | Nowotny                                | Du och jag Ralph Benatzky och Hans Müller-Einigen                  | Rudolf Wendbladh                | Helsingborgs stadsteater |
| 1933 | Bonelli                                | Kalle Karlssons knepigheter Oscar Rydqvist                         | Rudolf Wendbladh                | Helsingborgs stadsteater |
| 1933 | Geiger                                 | Före solnedgången Gerhart Hauptmann                                | Rudolf Wendbladh                | Helsingborgs stadsteater |
| 1933 | Doktor Östermark                       | Fadren August Strindberg                                           | Rudolf Wendbladh                | Helsingborgs stadsteater |
| 1933 | Tobias Raap                            | Trettondagsafton William Shakespeare                               | Rudolf Wendbladh                | Helsingborgs stadsteater |
| 1933 | Mr. Brittz                             | Hennes stora chance Christine Jope-Slade och Sewell Stokes         | Albert Nycop                    | Helsingborgs stadsteater |
| 1933 | Mårten                                 | Mäster Olof August Strindberg                                      | Rudolf Wendbladh                | Helsingborgs stadsteater |
| 1933 | Portvakten                             | Karl den store, högerytter László Bús-Fekete                       | Rudolf Wendbladh                | Helsingborgs stadsteater |
| 1934 | Dr Forenius                            | Ett brott Sigfrid Siwertz                                          | Rudolf Wendbladh                | Helsingborgs stadsteater |
| 1934 | O´Neill                                | Syndafloden Henning Berger                                         | Rudolf Wendbladh                | Helsingborgs stadsteater |
| 1934 | Pierre Cachex                          | OBS! Nymålat René Fauchois                                         | Albert Nycop                    | Helsingborgs stadsteater |
| 1934 | Brabantio                              | Othello William Shakespeare                                        | Rudolf Wendbladh                | Helsingborgs stadsteater |
| 1934 | Pader Matthew Baird                    | Dagar utan mål Eugene O'Neill                                      | Rudolf Wendbladh                | Helsingborgs stadsteater |
| 1934 | Måns Kruse till Månstorp               | Ljungby Horn Edgar Collin, Vilhelm Østergaard, och Alfred Ipsen    | Albert Nycop                    | Helsingborgs stadsteater |
| 1935 | Feiring                                | Hycklare Finn Halvorsen                                            | Albert Nycop                    | Helsingborgs stadsteater |
| 1935 | Onkel Bräsig                           | Livet på landet Fritz Reuter                                       |                                 | Fredriksdalsteatern      |
| 1935 |                                        | Småstadsfröknarna Einar Fröberg                                    |                                 | Fredriksdalsteatern      |
| 1935 | Presidenten i Mitrobanken              | Plats för de unga Paul Vulpius                                     | Albert Nycop                    | Helsingborgs stadsteater |
| 1935 | Sir Dexter Rightside                   | På grund George Bernard Shaw                                       | Rudolf Wendbladh                | Helsingborgs stadsteater |
| 1935 | Ivan Romanovitj Tjebutykin             | Tre systrar Anton Tjechov                                          | Rudolf Wendbladh                | Helsingborgs stadsteater |
| 1935 | Karl Ludvig                            | Kvartetten som sprängdes Birger Sjöberg                            | Albert Nycop                    | Helsingborgs stadsteater |
| 1936 | Leonard Ardsley                        | För berömliga gärningar W. Somerset Maugham                        | Rudolf Wendbladh                | Helsingborgs stadsteater |
| 1936 | Flogdell                               | "Älskar - älskar inte" Samson Raphaelson                           | Rudolf Wendbladh                | Helsingborgs stadsteater |
| 1936 | Franz                                  | Förstår vi varandra? Petar Preradović                              | Albert Nycop                    | Helsingborgs stadsteater |
| 1936 | Valenta                                | Ryttarpatrullen František Langer                                   | Rudolf Wendbladh                | Helsingborgs stadsteater |
| 1937 | Alfred P. Doolittle                    | Pygmalion George Bernard Shaw                                      | Yngve Nordwall                  | Helsingborgs stadsteater |
| 1937 | Hans Wagner                            | Världens lyckligaste människa Miklós László                        | Yngve Nordwall                  | Helsingborgs stadsteater |
| 1937 | Emanuel Striese                        | Sabinskornas bortrövande Franz och Paul von Schönthan              | Albert Nycop                    | Helsingborgs stadsteater |
| 1938 | Antonio                                | Mycket väsen för ingenting William Shakespeare                     | Rudolf Wendbladh                | Helsingborgs stadsteater |
| 1938 | Malcolm Garth-Bander                   | Hjärtligt välkomna! Gerald Savory                                  | Rudolf Wendbladh                | Helsingborgs stadsteater |
| 1938 | Chauffourier-Dubief                    | Tovarisj Jacques Deval                                             | Yngve Nordwall                  | Helsingborgs stadsteater |
| 1938 | Hultman                                | Carl XII August Strindberg                                         | Rudolf Wendbladh                | Helsingborgs stadsteater |
| 1938 | Ludvig Stehnfeldt                      | Trions bröllop Sigfrid Siwertz                                     | Yngve Nordwall                  | Helsingborgs stadsteater |
| 1939 | Fängelsedirektören                     | N:o 72 František Langer                                            | Rudolf Wendbladh                | Helsingborgs stadsteater |
| 1939 | Joseph Helliwell                       | I nöd och lust J.B. Priestley                                      | Rudolf Wendbladh                | Helsingborgs stadsteater |
| 1939 | Miseno                                 | Kärleken gör under Lope de Vega                                    | Rudolf Wendbladh                | Helsingborgs stadsteater |
| 1939 | Mr. De Pinna                           | Koppla av! Moss Hart och George S. Kaufman                         | Rudolf Wendbladh                | Helsingborgs stadsteater |
| 1940 | Carlson                                | Möss och människor John Steinbeck                                  | Rudolf Wendbladh                | Helsingborgs stadsteater |
| 1940 | Richard Jarrow                         | Ja och Nej Kenneth Horne                                           | Rudolf Wendbladh                | Helsingborgs stadsteater |
| 1941 | Mr. Bonaparte                          | Lyckans gullgosse Clifford Odets                                   | Rudolf Wendbladh                | Helsingborgs stadsteater |
| 1941 | Théodore                               | Lycklig resa! Samson Raphaelson                                    | Rudolf Wendbladh                | Helsingborgs stadsteater |
| 1941 | Köpman Allerts                         | Christina August Strindberg                                        | Rudolf Wendbladh                | Helsingborgs stadsteater |
| 1941 | Soliman                                | Aladdin Adam Oehlenschläger                                        | Herman Ahlsell Rudolf Wendbladh | Helsingborgs stadsteater |
| 1942 | Gustav, Ingas bror                     | Som folk är mest. En stockholmshistoria Herbert Grevenius          | Albert Nycop                    | Helsingborgs stadsteater |
| 1942 | Beaumarchais                           | Ministeriet vacklar Bruno Engler, Fred Heller och Leonhard Märker  | Rudolf Wendbladh                | Helsingborgs stadsteater |
| 1944 |                                        | En midsommarnattsdröm William Shakespeare                          | Sandro Malmquist                | Malmö stadsteater        |
| 1944 |                                        | Tre små flickor Walter Kollo                                       | Oscar Winge                     | Malmö stadsteater        |
| 1945 | Ragueneau, värd på "Poeternas Taverna" | Cyrano de Bergerac Edmond Rostand                                  | Sandro Malmquist                | Malmö Stadsteater        |
| 1945 |                                        | Det var en gång Holger Drachmann                                   | Arne Lydén                      | Malmö stadsteater        |
| 1945 |                                        | Hamlet William Shakespeare                                         | Sandro Malmquist                | Malmö Stadsteater        |
| 1946 |                                        | Sankta Johanna George Bernard Shaw                                 | Sandro Malmquist                | Malmö Stadsteater        |
| 1946 |                                        | Tolvskillingsoperan Bertolt Brecht och Kurt Weill                  | Sandro Malmquist                | Malmö stadsteater        |
| 1947 |                                        | Bortom horisonten Eugene O'Neill                                   | Stig Torsslow                   | Malmö Stadsteater        |
| 1948 |                                        | Vår lilla stad Thornton Wilder                                     | Gösta Folke                     | Malmö Stadsteater        |
| 1948 |                                        | Lycko-Pers resa August Strindberg                                  | Gösta Folke                     | Malmö Stadsteater        |
| 1948 |                                        | Drömmarnas berg Maxwell Anderson                                   | Gösta Folke                     | Malmö Stadsteater        |
| 1952 |                                        | Greve Öderland Max Frisch                                          | Lars-Levi Læstadius             | Malmö Stadsteater        |
| 1952 | Fadren                                 | Kronbruden August Strindberg                                       | Ingmar Bergman                  | Malmö stadsteater        |
| 1953 | Bonde                                  | Slottet Max Brod efter en roman av Franz Kafka                     | Ingmar Bergman                  | Malmö stadsteater        |
| 1955 | Kommendörens staty                     | Don Juan Molière                                                   | Ingmar Bergman                  | Malmö stadsteater        |
| 1955 |                                        | Revisorn Nikolaj Gogol                                             | Lars-Levi Læstadius             | Malmö stadsteater        |
| 1956 |                                        | Trojanska kriget blir inte av Jean Giraudoux                       | Lars-Levi Laestadius            | Malmö stadsteater        |

### Fotnoter
1. 1 2  ”Frans Oscar Öberg”. Svensk Filmdatabas. http://www.sfi.se/sv/svensk-filmdatabas/Item/?type=PERSON&itemid=60501&ref=%2ftemplates%2fSwedishFilmSearchResult.aspx%3fid%3d1225%26epslanguage%3dsv%26searchword%3dfrans+oscar+%C3%B6berg%26type%3dPerson%26match%3dBegin%26page%3d1%26prom%3dFalse. Läst 18 februari 2013.
2. ↑  SvenskaGravar
3. ↑  Tygård, Britt-Marie (2012). Tollie Zellman: "Damen i rosa". Stockholm: [s.n.]. Libris 13619752. ISBN 978-91-637-1333-0
4. ↑  ”Teater och Musik”. Dagens Nyheter:  s. 6. 28 augusti 1923. http://arkivet.dn.se/arkivet/tidning/1923-08-28/232/6. Läst 26 juli 2015.
5. ↑  Manstad, Margit (1987). Och vinden viskade så förtroligt. Stockholm: Läsförlaget AB. sid. 44. Libris 7673797. ISBN 91-7902-067-4
6. ↑  ”Dulcie”. Musikverket. http://calmview.musikverk.se/CalmView/Record.aspx?src=CalmView.Performance&id=PERF22055&pos=26. Läst 28 juli 2015.
7. ↑  ”Fördraget i Auteuil”. Musikverket. http://calmview.musikverk.se/CalmView/Record.aspx?src=CalmView.Performance&id=PERF22165&pos=24. Läst 5 april 2016.
8. ↑  ”Dockan”. Musikverket. http://calmview.musikverk.se/CalmView/Record.aspx?src=CalmView.Performance&id=PERF22166&pos=25. Läst 28 juli 2015.
9. ↑  ”Katten i stövlar”. Musikverket. http://calmview.musikverk.se/CalmView/Record.aspx?src=CalmView.Performance&id=PERF22056&pos=32. Läst 5 april 2016.
10. ↑  ”Kassabrist”. Musikverket. http://calmview.musikverk.se/CalmView/Record.aspx?src=CalmView.Performance&id=PERF22057&pos=33. Läst 6 april 2016.
11. ↑  ”Teater och Musik”. Dagens Nyheter:  s. 12. 9 april 1926. http://arkivet.dn.se/arkivet/tidning/1926-04-09/94/12. Läst 2 augusti 2015.
12. ↑  ”Teater Musik Film: Skånsk friluft”. Dagens Nyheter:  s. 9. 11 juni 1935. https://arkivet.dn.se/tidning/1935-06-11/156/9. Läst 17 juni 2018.
13. ↑  ”Teater Musik Film: Brevkort från Hälsingborg”. Dagens Nyheter:  s. 10. 10 juli 1935. https://arkivet.dn.se/tidning/1935-07-10/184/10. Läst 17 juni 2018.
14. ↑  ”Teater Musik Film”. Dagens Nyheter:  s. 11. 27 december 1935. http://arkivet.dn.se/arkivet/tidning/1935-12-27/352/11. Läst 27 december 2015.
15. ↑  ”Teater Musik Film: Shakespeare i Hälsingborg”. Dagens Nyheter:  s. 8. 2 april 1938. https://arkivet.dn.se/tidning/1938-04-02/89/8. Läst 30 oktober 2021.
16. ↑  ”Teater Musik Film: 'Som folk är mest' i Hälsingborg”. Dagens Nyheter:  s. 10. 18 september 1942. https://arkivet.dn.se/tidning/1942-09-18/253/10. Läst 6 november 2021.
17. ↑  ”Teater Musik Film: 'Tre små flickor'”. Dagens Nyheter:  s. 14. 27 december 1944. https://arkivet.dn.se/tidning/1944-12-27/352/14. Läst 2 november 2019.
18. ↑  ”Kronbruden”. Stiftelsen Ingmar Bergman. http://ingmarbergman.se/verk/kronbruden. Läst 17 oktober 2015.
19. ↑  ”Slottet”. Stiftelsen Ingmar Bergman. http://ingmarbergman.se/verk/slottet. Läst 15 oktober 2015.
20. ↑  ”Don Juan”. Stiftelsen Ingmar Bergman. http://ingmarbergman.se/verk/don-juan. Läst 17 oktober 2015.